# Plaquette Westzaanstraat

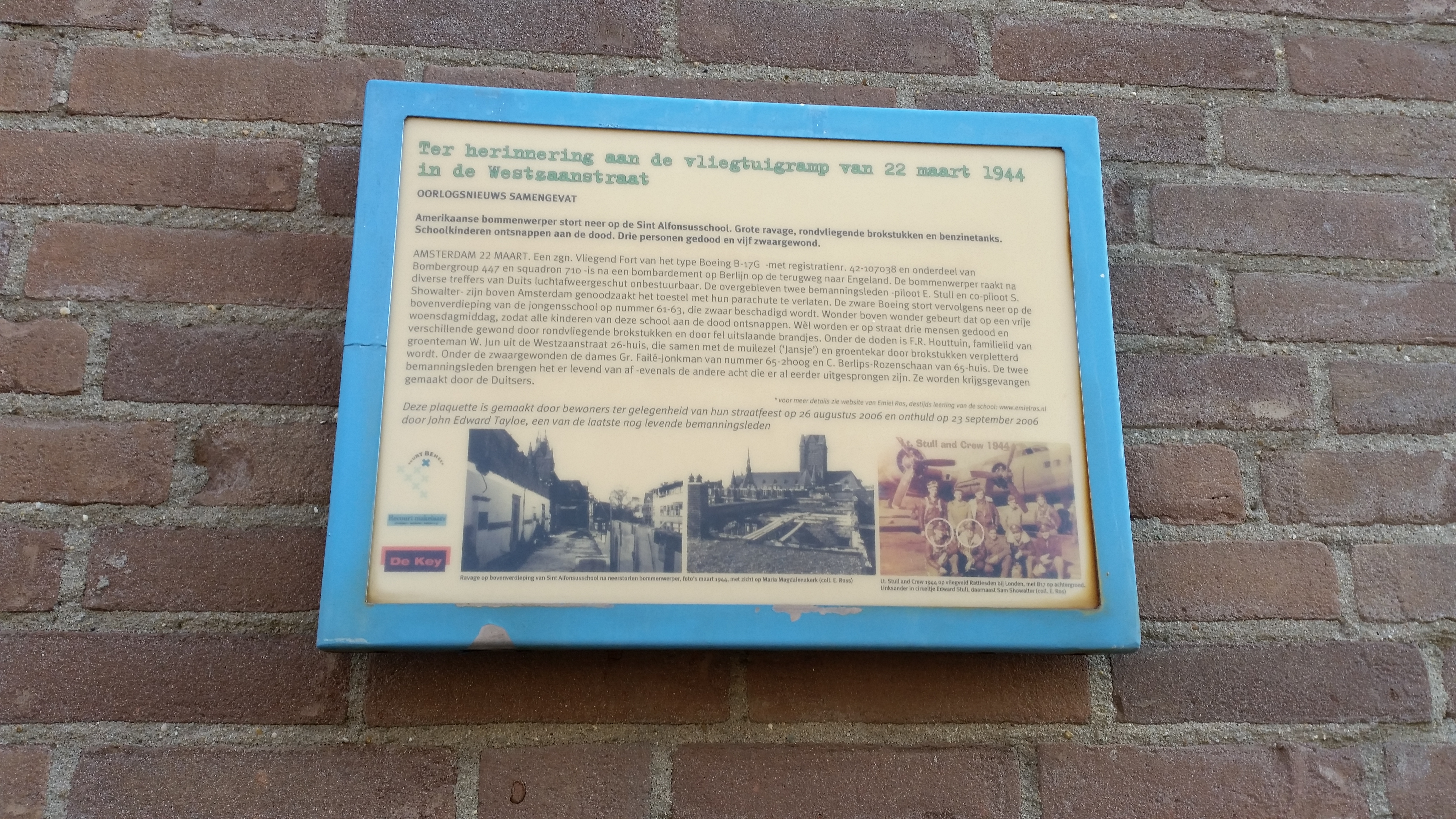
Plaquette Westzaanstraat 61 (oktober 2019)

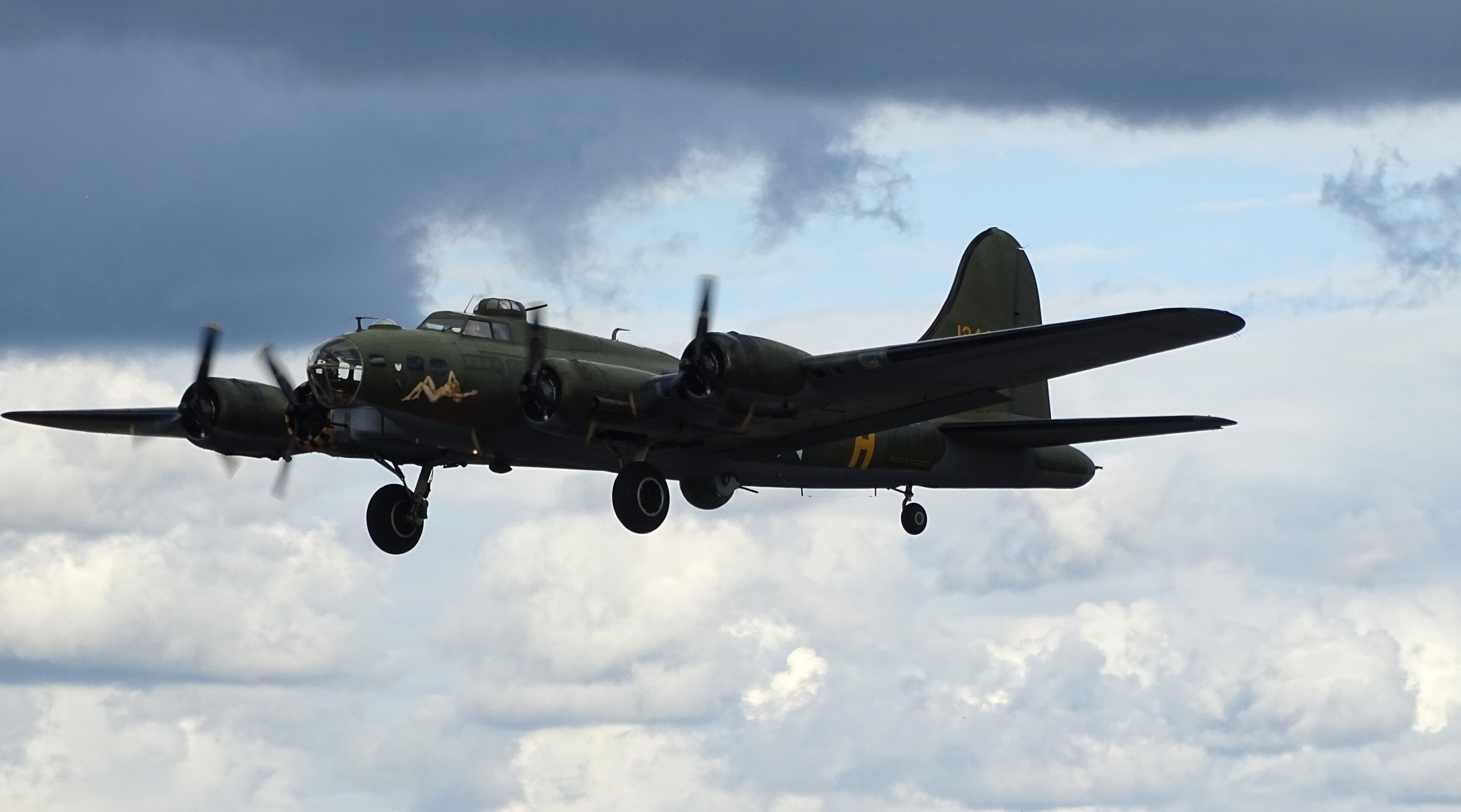
Een Boeing B17G boven Antwerpen in 2019

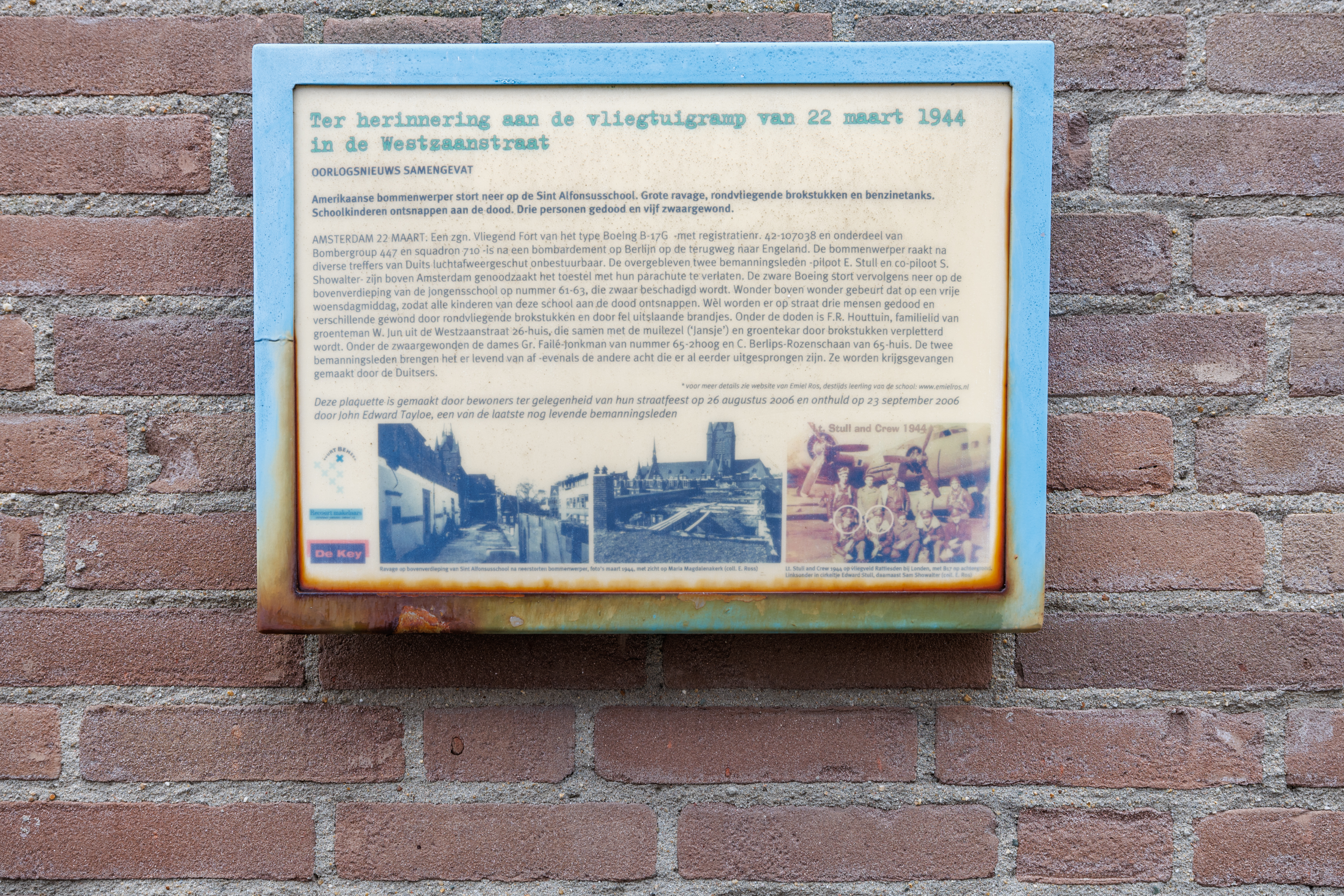
Herinneringsbord vliegtuigramp (juni 2024)

De Plaquette Westzaanstraat is een oorlogsmonument(je) in Amsterdam-West.
De plaquette is te vinden op huisnummer 71 van de Westzaanstraat in de Spaarndammerbuurt. De plaquette refereert aan 22 maart 1944. Een Amerikaanse bommenwerper van het type Boeing B-17-G stort neer op de Sint Alfonsusschool, die hier stond op huisnummers 61-63. De bommenwerper kwam terug van een missie van het bombarderen van Berlijn, maar raakte beschadigd door Duits afweergeschut, ook in Amsterdam nog. De tienkoppige bemanning wist zich gedurende de neergaande lijn middels parachutes te redden maar werden wel opgepakt; het vliegtuig stort neer op de school die gevestigd is op nummer 61-63. Er overlijden drie personen en er raken vijf gewond, ook een muilezel sneuvelt als gevolg van rondvliegende vliegtuigonderdelen en brandende brandstof. Daaronder waren geen schoolgaande kinderen; het vliegtuig stort neer op de vrije woensdagmiddag, andere kinderen hadden vrij gekregen vanwege een zieke schoolmeester. 
Ter herinnering aan het voorval werd op 23 september 2006 een plaquette onthuld, bestaande uit een tekst begeleid door een aantal foto’s. De foto werd onthuld door John Edward Taylor, een van de bemanningsleden. De school was al omgebouwd tot buurthuis toen het begin jaren tachtig gesloopt werd en vervangen werd door woningen.
Om de hoek stond toen al het beeld Vaarwel van Godelieve Smulders dat ook naar deze tragedie verwijst.